# Буэно, Марко
Марко Антонио Буэно Онтиверос (исп. Marco Antonio Bueno Ontiveros; 31 марта 1994, Кульякан, Синалоа, Мексика) — мексиканский футболист, нападающий. Бывший игрок сборной Мексики. Участник Олимпийских игр 2016 года в Рио-де-Жанейро.

## Клубная карьера
Буэно — воспитанник футбольной академии клуба «Пачука». В 2011 году он был отдан в краткосрочную аренду «Леону». 31 января 2011 года в матче против «Тихуаны» он дебютировал в Лиге Ассенсо.
Летом 2011 года Марко вернулся в «Пачуку». 9 октября в матче против «Хагуарес Чьяпас» он дебютировал в мексиканской Примере. 15 января 2012 года в поединке против «Пуэблы» Буэно забил свои первые голы, сделав дубль. В том же году им интересовался английский «Манчестер Юнайтед».
В начале 2014 года для получения игровой практики он на правах аренды перешёл в «Эстудиантес Текос». 12 января в матче против «Алебрихес де Оахака» Марко дебютировал за новую команду. 1 февраля в поединке против «Сакатепека» он забил свой первый гол за «Текос». Вторую половину года Буэно также провёл в аренде, его новой командой стала «Толука». 26 октября в матче против своего бывшего клуба «Леона» он дебютировал за новый клуб. 15 февраля 2015 года в поединке против «Сантос Лагуна» Марко забил свой первый гол за «Толуку». Вторую половину года Буэно провёл в уже знакомом «Леоне».
Летом 2016 года Буэно на правах аренды присоединился к «Гвадалахаре». 17 июля в матче против УНАМ Пумас он дебютировал за новый клуб. 17 октября в поединке против «Пуэблы» Марко забил свой первый гол за «Гвадалахару». В начале 2017 года Буэно отправился в аренду в «Монтеррей». 29 января в матче против своего бывшего клуба «Леон» он дебютировал за новую команду.

## Международная карьера
В 2011 году в составе юношеской сборной Мексики Буэно выиграл юношеский домашний чемпионат мира. На турнире он сыграл в матчах против команд Северной Кореи, Конго, Нидерландов, Панамы, Франции, Германии и Уругвая. В поединке против панамцев Марко забил гол.
В 2013 году Буэно попал в заявку сборной Мексики на участие в домашнем чемпионате КОНКАКАФ среди молодёжных команд. 20 февраля в матче группового этапа против молодёжной сборной Кюрасао Марко дебютировал в молодёжной национальной команде. В этом же поединке он забил свой первый гол. 28 февраля поединке против молодёжной сборной Ямайки Марко забил гол и помог своей команде добиться крупной победы. В составе национальной команды Буэно выиграл турнир.
15 апреля 2015 года в товарищеском матче против сборной США Марко дебютировал за сборную Мексики, заменив во втором тайме Эктора Эрреру. В том же году Буэно в составе олимпийской сборной Мексики завоевал серебряные медали Панамериканских игр в Канаде. На турнире он сыграл в матчах против команд Тринидада и Тобаго, Панамы и дважды Уругвая. В поединке против тринидадцев Марко забил гол.
Летом 2016 года Буэно в составе олимпийской сборной Мексики принял участие в Олимпийских играх в в Рио-де-Жанейро. На турнире он сыграл в матчах против команд Германии, Фиджи и Южной Кореи.

## Достижения
Международные
 Мексика (до 17)
- Чемпионат мира по футболу среди юношеских команд — 2011

 Мексика (до 20)
- Чемпионат КОНКАКАФ среди молодёжных команд — 2013

 Мексика (до 23)
- Панамериканские игры — 2015